# Listă de băuturi cola
Aceasta este o listă de băuturi cola după țară:

## Afganistan
- Pamir Cola[1][2][3]

## Algeria
- Hamoud Cola[4][5]
- Ifri Cola[6]

## Arabia Saudită
- Milaf Cola

## Argentina
- Bidu Cola
- Doble Cola

## Armenia
- Hay Cola

## Australia
- Count Cola, Export Cola,[7] LA Ice Cola, Schweppes Cola

## Austria
- Red Bull Simply Cola (disponibilă și în România)[8]
- Keli Cola[9]

## Bangladesh
- Pran Cola

## Canada
- Bec Cola,[10] Big 8, Compliments, No Name, President's Choice, Selection

## Cehia
- Kofola[11]

## China

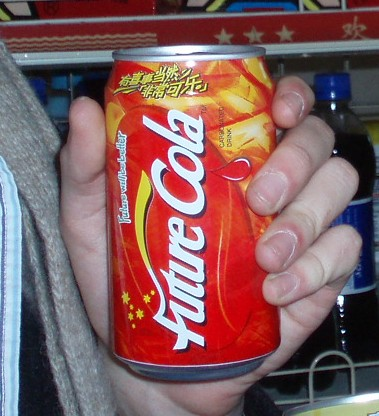
Future Cola, 2006

- China Cola, Future Cola,[12] Laoshan Cola

## Columbia
- Kola Román[13]

## Cuba

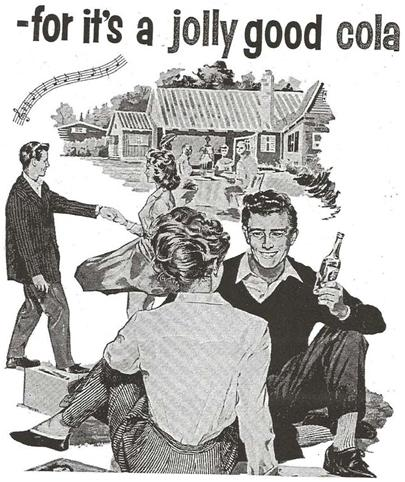

- tuKola[14]

## Danemarca
- Jolly Cola,[15] OpenCola

## Finlanda

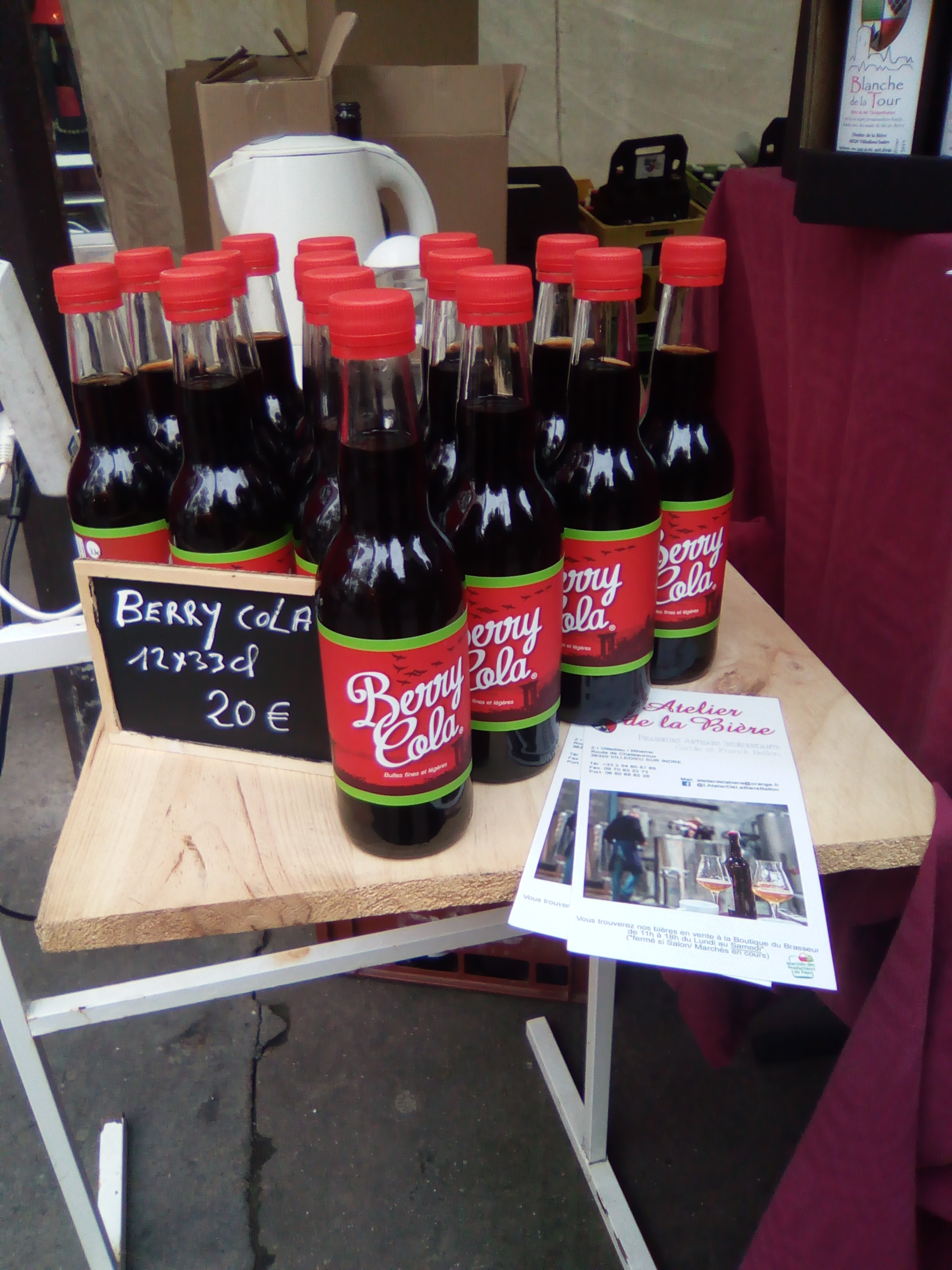
Berry Cola

- Olvi Cola

## Franța
- Auvergnat Cola, Berry Cola, Breizh Cola,[16] Corsica Cola, El Ché-Cola, Fada cola, Mecca-Cola

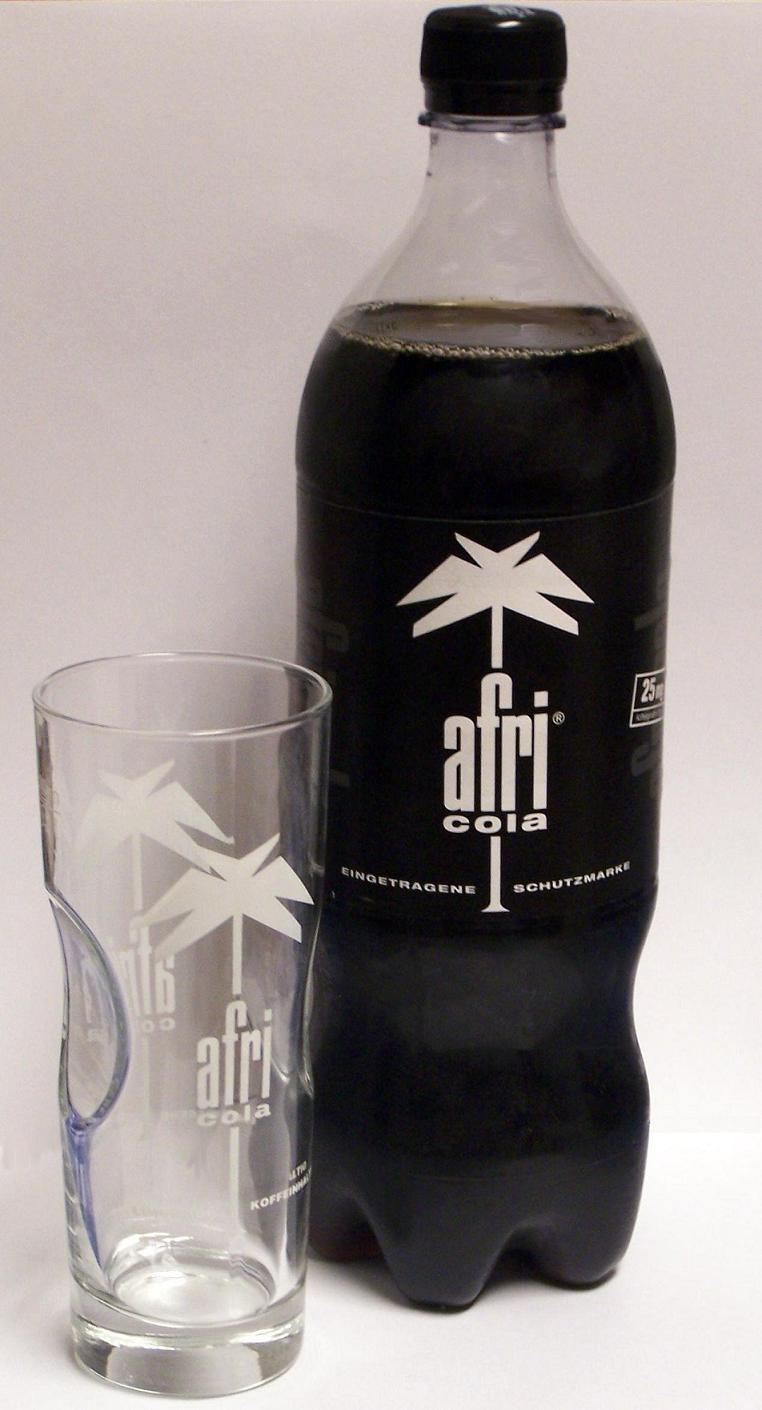
Afri-Cola

## Germania
- Afri Cola,[17] Club Cola, Fritz-kola, Premium-Cola, Sinalco, Vita Cola

## Grecia
- Green Cola

## India
- Double Seven, Thums Up, Campa Cola

## Haiti
- Cola Couronne[18]

## Hong Kong
- Meadows Classic Cola, Sparkling Super Cola, Vita Cola

## Iran
- Parsi Cola, Topsia Cola, Zamzam

## Irlanda
- Cavan Cola

## Myanmar
- Star Cola

## Noua Zealandă
- Foxton Fizz

## Pakistan
- Amrat Cola, Pakola

## Peru
- Beed Cola, Kola Real, Cassinelli, Fruti Kola, Fuji-Cola, Isaac Kola, Inca Kola, Kola Real, Perú Cola, Triple Kola

## Polonia
- Polo Cockta

## Regatul Unit
- Barr Cola, Classic Cola, Evoca Cola, Fentimans Curiosity Cola, Fever-Tree Distillers Cola, Maxi-Cola, Qibla Cola, Red Kola, Rola Cola, Ubuntu Cola,[19] Virgin Cola

## România
- Quik Cola[20]

## Slovenia
- Cockta (Iugoslavia și Slovenia)[21][22][23]

## Statele Unite ale Americii
- 365, Big K, Blue Sky, Boost!, Boylan, Bubba, Caleb's Kola Coca-Cola (Diet Coke, Zero Sugar), Tab, Cott, Cricket Cola, Diet Rite, Double Cola, Dublin Faygo, Filbert's, Fitz's, Grandpa Graf's, Grapette, Jolt Cola, Jones Soda, Like Cola, Maraschino Cola, Mr. Cola, Nuka Cola, Olipop, Pepsi, RC Cola, Reed's, King Kong Cola, Sam's Choice, Shasta, Signature, Stars & Stripes, Vess, Virgil's, Zevia

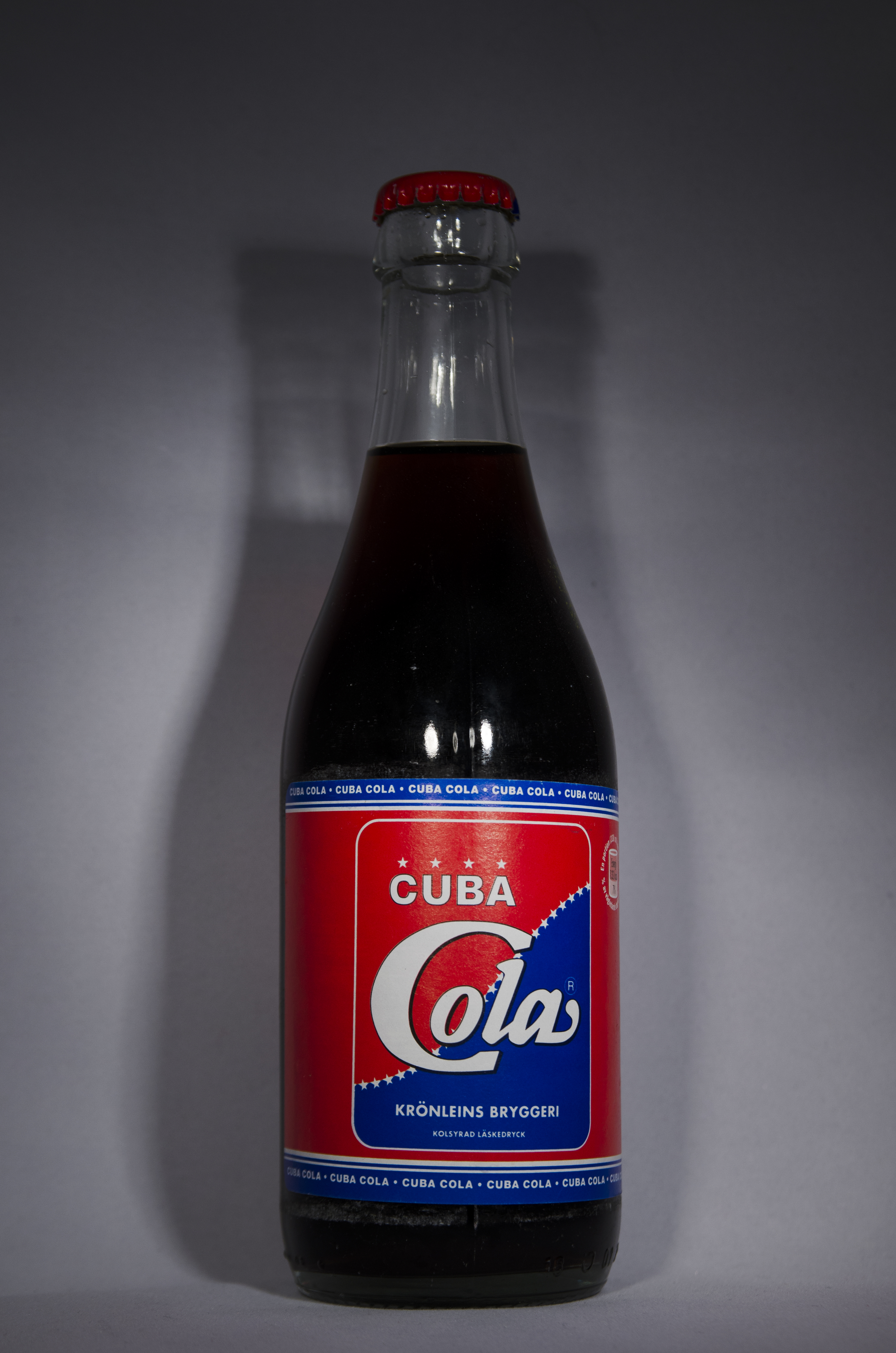
Cuba Cola 33 cl

## Suedia
- Apotekarnes Cola, Cuba Cola,[24] XL Cola

## Thailanda
- Est Cola[25]

## Turcia
- Cola Turka,[26] Kristal Kola

## Trinidad și Tobago
- Cole Cold[27]

## Vanuatu
- Lava Cola[28][29][30]

## Venezuela
- Frescolita[31][32]